# 1217 Maximiliana
1217 Maximiliana è un asteroide della fascia principale. Scoperto nel 1932, presenta un'orbita caratterizzata da un semiasse maggiore pari a 2,3527105 UA e da un'eccentricità di 0,1548999, inclinata di 5,14762° rispetto all'eclittica.
Il suo nome è in onore dell'astronomo tedesco Max Wolf.